# Gourock
Gourock (Guireag in gaelico) è una cittadina dell'area amministrativa scozzese dell'Inverclyde, nel Regno Unito. La sua popolazione è di circa 11 690 abitanti (2004).
In passato è stata una stazione balneare sull'estuario del fiume Clyde. Oggi è principalmente una località residenziale contigua alla città di Greenock, capolinea ferroviario e porto per i servizi traghetto sul Clyde.

## Storia
I primi cenni storici di Gourock nei documenti risalgono al 1494, quando Giacomo IV salpò da qui alla volta delle Ebridi, per reprimere la ribellione dei clan delle Highlands. Duecento anni più tardi Guglielmo III assegnò a Gourock il rango di Burgh of Barony. Nel 1784 i territori di Gourock furono acquistati da Duncan Darroch, un ex commerciante, che costruì la Gourock House all'interno di un parco (il Darroch Park), che fu poi regalato alla città e più tardi rinominato Gourock Park.
Inizialmente un villaggio di pescatori, Gourock si dedicò in seguito al trattamento delle aringhe, all'estrazione del rame e della pietra, alla cordatura e alla costruzione e riparazione delle navi.
Nel momento in cui le compagnie ferroviarie cominciarono ad estendere le loro linee per facilitare l'accesso ai servizi traghetto sul Clyde, il molo di Gourock divenne capolinea ferroviario. Oggi le navi traghetto della Caledonian MacBrayne e della Western Ferries forniscono corse da Gourock per Dunoon, mentre i traghetti della Clyde Marine servono Kilcreggan e Helensburgh.
Alla pari di molte altre città costiere scozzesi, il momento di maggior afflusso turistico per Gourock si registrò a cavallo tra XIX e XX secolo, finendo per diminuire notevolmente nel corso dei decenni successivi.

## Luoghi d'interesse
La pietra megalitica di Kempock (Kempock Stone), situata su un dirupo dietro Kempock Street, la strada principale di Gourock, è legata a una superstizione: si riteneva che camminare sette volte attorno alla pietra portasse buona fortuna ai pescatori in partenza o alle coppie prossime al matrimonio. Poco distanti sono la chiesa di St John e il palazzo noto come Castle Mansions, risalente al 1747.
Gourock vanta una delle poche piscine all'aperto ancora rimanenti in Scozia. Costruita nel 1909 e ricostruita nel 1969, in passato dipendeva dalle maree ed aveva il fondo sabbioso, ma è stata ora convertita in una struttura moderna, dotata di riscaldamento e depuratore dell'acqua marina utilizzata per rifornire la vasca.
Nella zona orientale della città sono situati il Gourock Park e l'adiacente Scott Hall.